# قعاد مسعود (حجة)

تعديل مصدري - تعديل

قعاد مسعود هي إحدى قرى عزلة جبل عيان بمديرية حجة التابعة لمحافظة حجة، بلغ تعداد سكانها 231 نسمة حسب تعداد اليمن لعام 2004.